# Lydia Valentín
Lydia Valentín (n. 10 februarie 1985, Ponferrada⁠(d), Castilia și León, Spania) este o sportivă ce a reprezentat Spania, medaliată olimpică. A participat la 4 ediții ale Jocurilor Olimpice (2008, 2012, 2016, 2020) în care a câștigat o medalie de aur, o medalie de argint și o medalie de bronz.